# Sărmăluțe în foi de viță
Sărmăluțe (sarmale) în foi de viță  sunt un preparat culinar din carne tocată, amestecată cu orez și cu alte ingrediente, învelit în foi de  viță de vie în formă de rulou. Rețeta acestei mâncări, preluată în bucătăria românească, diferă minimal, dependent de regiune.

## Ingrediente

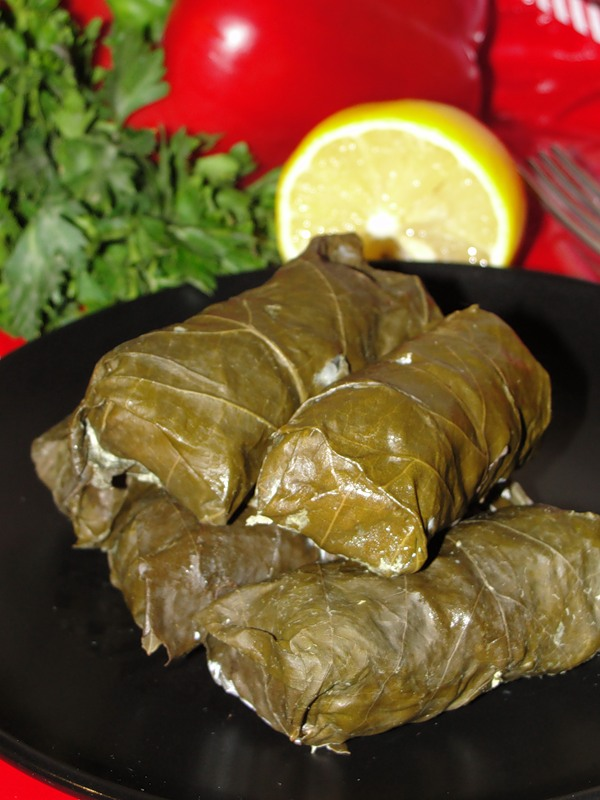
Sarmale în foi de viță crude

Sărmăluțe în foi de viță

Pe lângă foilor de viță mai este nevoie de: carne tocată (porc, vită, oaie, vițel sau mixtă), orez, ceapă, ou, sare, piper negru, ienibahar și pătrunjel sau mărar precum, facultativ, un pic bulion de roșii  pentru sarmale, iar pentru sos, apă sau bulion de carne ori legume, bulion de roșii, ceva borș, foi de dafin, cimbru sau/și mărar, untdelemn, smântână sau iaurt. 

## Mod de preparare
Frunzele de viță de vie se spală și dacă conservate în saramură, se înmoaie în apă (apa trebuie fi schimbată de câteva ori, până frunzele și-au pierdut gustul prea sărat), iar dacă sunt crude, se opăresc în apă, 2 – 3 minute. În sfârșit se scot nervurile, și se lasă la scurs. Orezul se curăță și se spală.
Carnea tocată se condimentează cu pătrunjelul, sarea, piperul și puțin ienibahar precum, după gust, cu 2-3 linguri de bulion de roșii. Se adaugă o bucată de franzelă înmuiată și bine stoarsă, un ou, ceapa tocată mărunt și orezul, călite 3-4 minute în ulei încins sau coca se face asemănător sarmalelor cu varză acră.. Apoi se amestecă până se omogenizează toată compoziția. Foile de viță umplute cu compoziția și rulate se pun aranjate în cerc într-o cratiță unsă cu ulei, cu 2 – 3 frunze de viță pe fund. Se adaugă puțin mărar,  1-2 foi de dafin, suc de roșii și apă (mai bine bulion de legume sau carne) cât să acopere sarmalele. Se fierb la foc mic, și dacă sunt aproape gata, se adaugă 2-3 linguri de borș. Sărmăluțele se mai țin fără capac o jumătate de oră la cuptor. Se servesc calde cu mămăligă sau reci cu franzelă, alături de smântână sau iaurt.
Aceste sărmăluțe se pot prepara și fără carne, umplutura constând numai din orez, ceapă, verdețuri și, după gust, ceva bulion de roșii.